# Чемпионат мира по шашкам-64 среди мужчин 2014
Чемпионат мира по шашкам-64 среди мужчин 2014 года прошёл с 7 по 17 апреля в Санкт-Петербурге в помещении «СДЮСШОР по шахматам и шашкам». За право стать чемпионом мира 2014 года встретились россияне — действующий чемпион мира 2013 года Николай Стручков и претендент, чемпион мира 2012 года Гаврил Колесов. Призовой фонд составил один миллион рублей (более $ 30 000). Победитель матча получил 60 % от призового фонда, проигравший — 40 % от призового фонда. Главный судья матча — международный арбитр Виталий Аниська (Беларусь). Николай Стручков выиграл у Гаврила Колесова, защитив чемпионский титул.

## Регламент
Матч проводится в три сета, в каждом из них определяется победитель. Для победы в матче необходимо выиграть два сета, причём, если это первые два сета, то третий сет не играется.
В каждом сете проводятся три тура микроматчей из двух партий в каждом с контролем времени 45 минут до конца партии каждому участнику плюс 30 секунд за каждый сделанный ход. За победу в каждом микроматче дается 2 очка, за ничью — 1, за поражение 0. Результат в сете определяется по сумме очков, набранных участниками в трёх микроматчах. Участнику выигравшему две первые партии в сете присуждается победа в сете, третья партия не играется.
При равенстве очков в сете проводится дополнительный матч из трёх микроматчей с укороченным контролем времени — 5 минут до конца партии каждому участнику плюс 5 секунд за каждый сделанный ход. Если и в дополнительном матче окажется равенство очков, то будут проводиться микроматчи до первой победы с контролем времени 3 минуты до конца партии каждому участнику плюс 2 секунды за каждый ход.

## Результаты
| место | Имя, страна             | сет1 тур 1 8 апреля | сет1 тур 2 9 апреля | сет1 тур 3 10 апреля | Результат 1-го сета | сет2 тур 1 11 апреля | сет2 тур 2 12 апреля | сет2 тур 3 13 апреля | Результат 2-го сета | сет3 тур 1 14 апреля | сет3 тур 2 15 апреля | сет3 тур 3 16 апреля | Дополнительный матч | Результат 3-го сета | счёт по сетам |
| ----- | ----------------------- | ------------------- | ------------------- | -------------------- | ------------------- | -------------------- | -------------------- | -------------------- | ------------------- | -------------------- | -------------------- | -------------------- | ------------------- | ------------------- | ------------- |
|       | Гаврил Колесов Россия   | 2                   | 1                   | 2                    | 2                   | 1                    | 1                    | 0                    | 0                   | 1                    | 1                    | 1                    | 0                   | 0                   | 1             |
|       | Николай Стручков Россия | 0                   | 1                   | 0                    | 0                   | 1                    | 1                    | 2                    | 2                   | 1                    | 1                    | 1                    | 2                   | 2                   | 2             |

Первый сет выиграл Гаврил Колесов, второй сет выиграл Николай Стручков. В решающем третьем сете зафиксирован ничейный исход. По регламенту игрался дополнительный матч из трех микроматчей с укороченным контролем времени. Первый микроматч выиграл Стручков, во втором микроматче первую партию выиграл Гаврил Колесов, а вторую партию выиграл Николай Стручков, в третьем микроматче первую партию выиграл Колесов, а вторую Стручков. Таким образом, победу в третьем сете, а вместе с ней и в матче за звание чемпиона мира одержал Николай Стручков.